# District de Sera
Le district de Sera (世羅郡, Sera-gun) est un district de la préfecture de Hiroshima, au Japon.
Au 1er août 2014, sa population était de 16 618 habitants pour une superficie de 59,7 km2.

## Commune du district
- Sera